# Středomoří

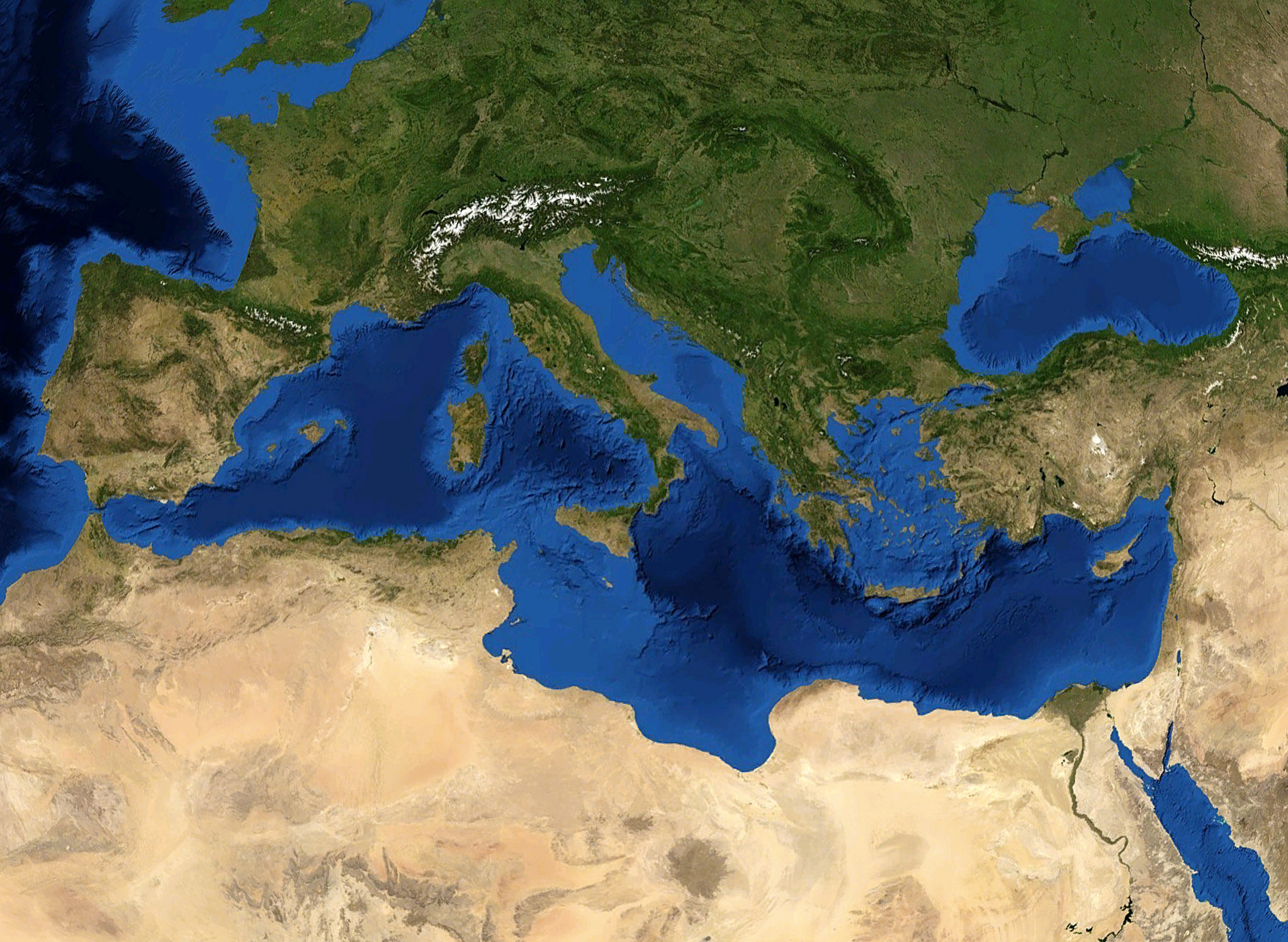
Středozemí při pohledu z vesmíru

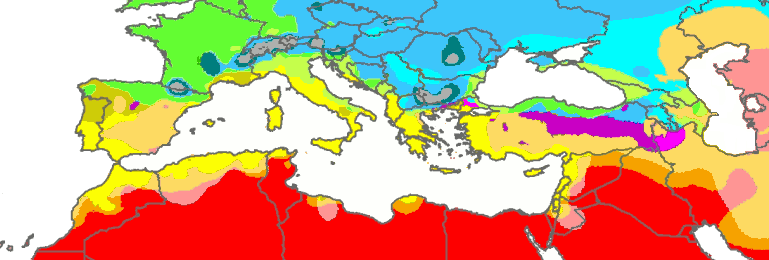
Středomoří dle Köppenovy klasifikace podnebí

Středomoří, též Středozemí či mediterán je oblast okolo Středozemního moře. Klimaticky se vyznačuje suchým teplým létem a mírnou deštivou zimou. Je jednou z oblastí, kde vznikly první civilizace.

## Geografie
Z hlediska fytogeografie patří do Středomoří oblasti, které byly kdysi pokryty stále zelenými lesy, tedy většina středomořského pobřeží kromě delty Nilu a nejspíše také některých částí pobřeží Libye. Úzký pás těchto lesů se nacházel v dnešní Francii, severní Itálii, Chorvatsku, na jižním pobřeží Turecka a v Egyptě a Libyi, jinak ale pokrývaly většinu Iberského poloostrova, jižní Itálii, Řecko, západní Sýrii, většinu Libanonu, Izrael a široký pás pobřeží v Maroku, Alžírsku a Tunisku a také všechny středomořské ostrovy. Lze jej také vymezit možností pěstování olivovníku evropského, který prospívá přibližně do výšky 800 m n. m. a nesnáší pokles teploty pod 13 °C.

### Pedologie
Pro Středomoří jsou typické především hnědé půdy – kambisoly, především v Maghrebu, Izraeli a v Libanonu také luvisoly, včetně sušších chromosolů červené či žluté barvy. Vyskytují se také půdy patřící mezi leptosoly jako úrodnější rendziny a na pobřeží Chorvatska a Turecka rankery. Mezi velmi úrodné středozemní půdy patří andosoly, vzniklé vulkanickou činností, a fluvisoly na březích dolních toků řek a jezer. Středozemní půdy jsou zpravidla alkalické či mírně kyselé, silně kyselé půdy se vyskytují výjimečně.

### Flóra

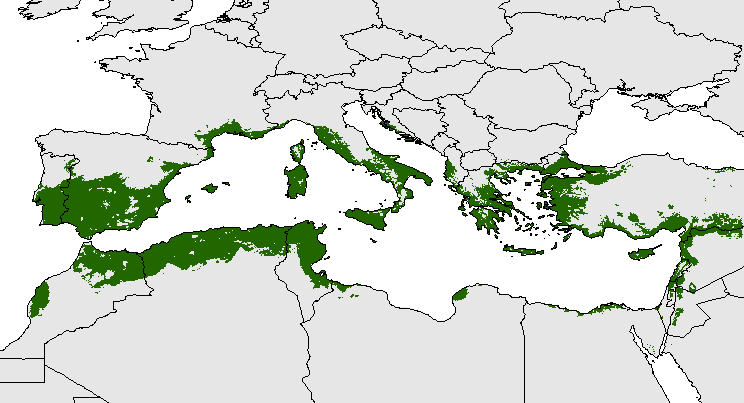
Rozšíření olivovníku evropského

Původně bylo Středomoří pokryto stálezelenými lesy, v současnosti je však většina z nich zničena a místo toho vzniklo několik typů sekundární vegetace. Mezi nejdůležitější patří:
- makchie
- garrigue
- pseudostep

Středomoří je typické vysokým počtem endemitů, což je způsobeno i množstvím izolovaných ostrovů. Například v Řecku roste 323 endemitů, na Krétě 131 a v Sierra Nevadě 40.

### Původní les
Původní středomořské lesy byly podle pylových analýz a botanických předpokladů tvořeny především neopadavými druhy dubů: dubem cesmínovým (Quercus ilex), dubem kermesovým (Quercus coccifera) a dubem korkovým (Quercus suber). Dále také vavřínem vznešeným (Laurus nobilis), planým olivovníkem (Olea europea subsp. Oleaster), borovicemi jako je borovice halebská (Pinus halepensis) a pinie (Pinus pinea) a dalšími. V podrostu a na okrajích se nacházely také jalovce jako jalovec fénický (Juniperus phoenicea), jalovec červenoplodý (Juniperus oxycedrus) a také cypřiš vždyzelený (Cupressus sempervirens), myrta obecná (Myrtus communis), řečíky (Pistacia), planiky (Arbutus), cisty (Cistus), řešetláky (Rhamnus), kaliny (Viburnum) a mnoho dalších polokeřů a bylin. Na písčitých a karbonátových půdách převládaly především borovice.
V Levantě těžili dřevo od 3. tisíciletí př. n. l. Féničané a vyváželi ho do Egypta a Mezopotámie. Jednalo se především o oblíbené cedrové dřevo. Řecko bylo výrazně odlesněno kolem roku 500 př. n. l. Zničení lesů vedlo k výrazné větrné a vodní erozi, což vedlo k rozsáhlému odplavení půdy, který bylo mimo jiné jedním z faktorů, které způsobily zanesení starověkých přístavů jako Efes, Théby nebo Athény. V současnosti se zachovaly především na nedostupných místech jako jsou prudké svahy strží. Souvislé zachovalé stálezelené lesy lze stále nalézt například v katalánské oblasti Girona nebo na Krétě. Existují snahy o obnovení těchto porostů, ale zalesňování listnatými stromy je velmi složité. Úspěšnější je výsadba jehličnatých stromů, především borovicí halebskou.